# Al-Thuqbah Sports Club
Al-Thuqbah Sports Club (en árabe: نادي الثقبة الرياضي‎) es un equipo de fútbol saudita que juega en la Liga Príncipe Mohammad bin Salman, la segunda categoría del fútbol profesional en el país.